# Ogești
Ogești – wieś w Rumunii, w okręgu Bihor, w gminie Sâmbăta. W 2011 roku liczyła 227 mieszkańców.